# 누가우량곡선
누가우량곡선(rainfall mass curve)은 수문학에서 시간에 따른 강우량을 계속 더해서 나타낸 곡선이다. 임의 관측지점에 대한 강우의 빈도, 특성을 결정하는 데 쓰인다.

## 같이 보기
- 우량주상도